# مختار كالام
 مختار كالام  (1944 الجزائر) هو لاعب كرة قدم جزائري.

## روابط خارجية
- مختار كالام على موقع الاتحاد الدولي (مؤرشف)  (الإنجليزية)
- مختار كالام على موقع قاعدة بيانات كرة القدم.إي يو (الإنجليزية)
- مختار كالام على موقع ناشيونال فوتبول تيمز (الإنجليزية)